# Campaña negativa
El término campaña negativa se refiere a un tipo de estrategia publicitaria y política cuyo fin es enfatizar los aspectos negativos de un adversario o de una idea rival, más que los aspectos positivos propios. En un sentido más amplio, el término puede indicar cualquier medio retórico con el cual se hace alusión a un adversario, que va desde la simple comparación al ataque personal.
Algunas investigaciones sugieren que la campaña negativa es la norma en cualquier arena política, mitigada solamente por las dinámicas de una campaña política en particular.

## Técnicas
Hay una serie de técnicas utilizadas en las campañas negativas. Entre las más eficaces está la ejecución de anuncios que atacan la personalidad, el historial o la opinión de un oponente. Hay dos tipos principales de anuncios utilizados en campañas negativas: el ataque y el contraste.
Los anuncios de ataque se centran exclusivamente en los aspectos negativos del oponente. No hay contenido positivo en un anuncio de ataque, ya sea sobre el propio candidato o el oponente. Los anuncios de ataque usualmente identifican riesgos asociados con el oponente, generalmente explotando los temores de las personas para manipular y reducir la impresión que tienen los votantes del oponente. Debido a que los anuncios de ataque no tienen contenido positivo, tienen el potencial de ser más influyentes que los anuncios de contraste para formar las opiniones de los votantes sobre el oponente del candidato patrocinador.
A diferencia de los anuncios de ataque, los anuncios de contraste contienen información comparativa sobre el candidato y el oponente. La información sobre el candidato es positiva, mientras que la información sobre el oponente es negativa. Los anuncios de contraste comparan y contrastan al candidato con el oponente, yuxtaponiendo la información positiva sobre el candidato con la información negativa del oponente. Debido a que los anuncios de contraste deben contener información positiva, los anuncios de contraste se consideran menos perjudiciales para el proceso político que los anuncios de ataque.
Uno de los más célebres de entre este tipo de anuncios está el comercial de televisión Daisy Girl de la campaña a la reelección de Lyndon B. Johnson a la Presidencia de los Estados Unidos, que exitosamente representó al oponente republicano Barry Goldwater como una amenaza a la guerra nuclear. Las técnicas negativas de campaña comúnmente incluyen ilustrar a un oponente como blando frente a los criminales, deshonesto, corrupto, o como un peligro para la nación. Asimismo, otra táctica de campaña negativa común es atacar al otro lado por ejecutar una campaña negativa.
Los trucos sucios también son comunes en campañas políticas negativas. Estos generalmente implican filtraciones secretas de información perjudicial hacia los medios de comunicación. Esto aísla a un candidato de la reacción y no cuesta dinero. El material debe ser lo suficientemente sustancial como para atraer el interés de los medios; sin embargo,  si se descubre la verdad, podría dañar gravemente la propia campaña. Otros trucos sucios incluyen intentar nutrir con información falsa de un equipo adversario con la esperanza de que la usen y terminen avergonzándose ante la opinión pública.
A menudo una campaña utilizará organizaciones externas, tales como grupos de presión o lobby, para lanzar ataques. Se puede alegar que estos proceden de una fuente neutral y si las acusaciones resultan ser falsas, el candidato atacante no será dañado si los enlaces no pueden ser probados. 
Otra técnica corresponde a la conocida en el mundo anglosajón como push polls, que se basan en hacer ataques a través de llamadas telefónicas simulando sondeos de opinión. A través de ellas se podrían hacer  preguntas como "¿Cómo reaccionaría si se revelara que el candidato A golpea a su esposa?", dando la impresión de que el candidato A efectivamente podría golpear a su esposa. Un caso notable de este tipo de técnica se verificó durante la campaña parlamentaria de Richard Nixon en 1946 en California. En su primera campaña, contra el demócrata Jerry Voorhis, los votantes demócratas de todo el distrito reportaron recibir llamadas telefónicas diciendo: "Soy un amigo tuyo, pero no puedo decirte quién ¿Sabías que Jerry Voorhis es comunista?", y en ese momento la persona que llamaba colgaba. Una mujer más adelante admitió que había trabajado para Nixon para 9 dólares al día, en una central telefónica donde estas llamadas fueron efectuadas.

## Ventajas
Los patrocinadores de manifiestas campañas negativas suelen citar razones para apoyar la comunicación masiva de ideas negativas. La Oficina de la Política Nacional para el Control de Drogas de Estados Unidos, por ejemplo, utiliza campañas negativas para alejar al público de riesgos para la salud. Se han utilizado campañas negativas similares para refutar la comercialización masiva de tabaco, o para desalentar la conducción de vehículos en estado de embriaguez. Aquellos que realizan campañas políticas negativas a veces dicen que el público necesita saber acerca de la persona por la que está votando, incluso si es malo. En otras palabras, si el oponente de un candidato es un delincuente o una mala persona, entonces debe ser capaz de decirle al público sobre ello.
Un estudio realizado por Stephen Ansolabehere y Shanto Iyengar en 1995 concluyó que la publicidad negativa suprimió la participación electoral, particularmente en votantes independientes. Especularon que las campañas tienden a volverse negativas sólo si el voto independiente se inclina hacia el candidato opositor. Así, se aseguran que los votantes sin un candidato claro se abstengan de votar, dejando las elecciones a los votantes de base. También hallaron, estudiando el caso estadounidense, que los anuncios negativos tienen un mayor impacto en los demócratas que en los republicanos. Según ellos, los republicanos de base votarán no importa qué (y votarán solamente por un republicano), pero los demócratas pueden ser influenciados o permanecer en casa y no votar en absoluto o cambiar de lado y votar por un republicano. Esto, combinado con el efecto que la negatividad tiene sobre los independientes, los llevó a concluir que los republicanos se benefician más ante campañas negativas que los demócratas.
Otros investigadores han encontrado resultados diferentes y más positivos respecto a las campañas negativas. Rick Farmer, profesor asistente de ciencia política en la Universidad de Akron, encontró que los anuncios negativos son más memorables que los anuncios positivos cuando refuerzan una creencia preexistente y son relevantes para los temas centrales de una campaña de marketing. Investigadores de la Universidad de Georgia encontraron que el impacto de los anuncios negativos aumenta con el tiempo, mientras que los anuncios positivos utilizados para contrarrestar los anuncios negativos carecen del poder de los anuncios negativos . La investigación también sugiere que la campaña negativa introduce controversia y aumenta la concientización del público a través de la cobertura adicional en la prensa.
Kyle Mattes y David P. Redlawsk, por su parte, concluyeron a través de encuestas y experimentos que las campañas negativas proporcionan beneficios informativos para los votantes. Sin negatividad, los votantes no tendrían información completa sobre todas sus opciones, ya que ningún candidato diría nada malo sobre sí mismo. Sostienen que es necesario que los candidatos señalen las fallas de sus oponentes para que los votantes estén plenamente informados.

## Riesgos y consecuencias
Algunos estrategas dicen que un efecto de la campaña negativa es que, al motivar a la base de apoyo, puede alienar a los votantes de centro y a los indecisos del proceso político, reduciendo la participación de los votantes y radicalizando la política.
En un estudio de Gina Garramone sobre cómo la publicidad negativa afecta el proceso político, se concluye que una consecuencia de la campaña negativa es una mayor discriminación a la imagen de los candidatos y una mayor polarización de la actitud. Mientras que los anuncios positivos también contribuyeron a la discriminación de la imagen y la polarización de la actitud.
Los anuncios negativos también pueden producir reacciones adversas a las esperadas por quienes los producen. Un anuncio televisivo en el marco de la campaña durante las elecciones generales de Canadá de 1993, dirigido por el Partido Conservador Progresista, aparentemente hacía hincapié en la parálisis facial periférica del candidato Jean Chrétien del Partido Liberal de Canadá, mediante una serie de fotos poco halagüeñas, con el subtexto de criticar sus propuestas programáticas. Chrétien aprovechó al máximo la oportunidad para ganar la simpatía del electorado, mostrándose como un hombre que luchó con una discapacidad física, y la posterior victoria abrumadora de su partido en las elecciones ayudó a reducir a los conservadores a dos escaños.
Años después, una reacción similar le ocurrió al Partido Liberal en las elecciones federales de 2006 por dirigir un anuncio de ataque que sugería que el líder conservador Stephen Harper usaría soldados del ejército canadiense para patrullar ciudades e imponer algún tipo de ley marcial. El anuncio sólo estuvo disponible en el sitio web del Partido Liberal durante unas pocas horas antes del lanzamiento de los anuncios en la televisión; sin embargo, fue recogido por los medios de comunicación y ampliamente criticado por su absurdo, en particular la frase "no estamos haciendo esto, no estamos autorizados a hacer esto". El diputado liberal Keith Martin expresó su desacuerdo con "quienquiera que sea el idiota que aprobó ese anuncio", poco antes de que el líder liberal Paul Martin declarara que los había aprobado personalmente. El anuncio terminó ofendiendo a muchos canadienses, particularmente a los militares, algunos de los cuales estaban peleando en Afganistán en ese momento.
Debido al posible daño que puede resultar ser visto como un activista negativo, los candidatos a menudo se comprometen a abstenerse de realizar una campaña negativa. Esta promesa suele ser abandonada cuando se percibe que un oponente está "volviéndose negativo", con el primer ataque de represalia que, irónicamente, suele ser una acusación de que el rival es un activista negativo.
Mientras que algunas investigaciones han encontrado ventajas y otras han encontrado desventajas, algunos estudios no encuentran diferencias entre los enfoques negativo y positivo en una campaña electoral.
Otra investigación encontró que la publicidad política negativa hace que el cuerpo del votante quiera alejarse físicamente, pero su mente sigue recordando los mensajes negativos. Tales hallazgos se basan en la investigación realizada por James Angelini, profesor de comunicación de la Universidad de Delaware, en colaboración con Samuel Bradley, profesor asistente de publicidad en la Universidad Tecnológica de Texas y Sungkyoung Lee de la Universidad de Indiana, quienes utilizaron anuncios difundidos durante las elecciones presidenciales de Estados Unidos de 2000. Durante el estudio, los investigadores colocaron electrodos bajo los ojos de voluntarios participantes y les mostraron una serie de anuncios de 30 segundos de las campañas de George W. Bush y Al Gore. Los electrodos recogieron una "respuesta de sobresalto", esto es, un movimiento automático del ojo normalmente visto en respuesta a serpientes, arañas y otras amenazas. En comparación con los mensajes positivos o neutrales, la publicidad negativa provocó reacciones reflejas mayores y un deseo de alejarse.